# Robonaut 2

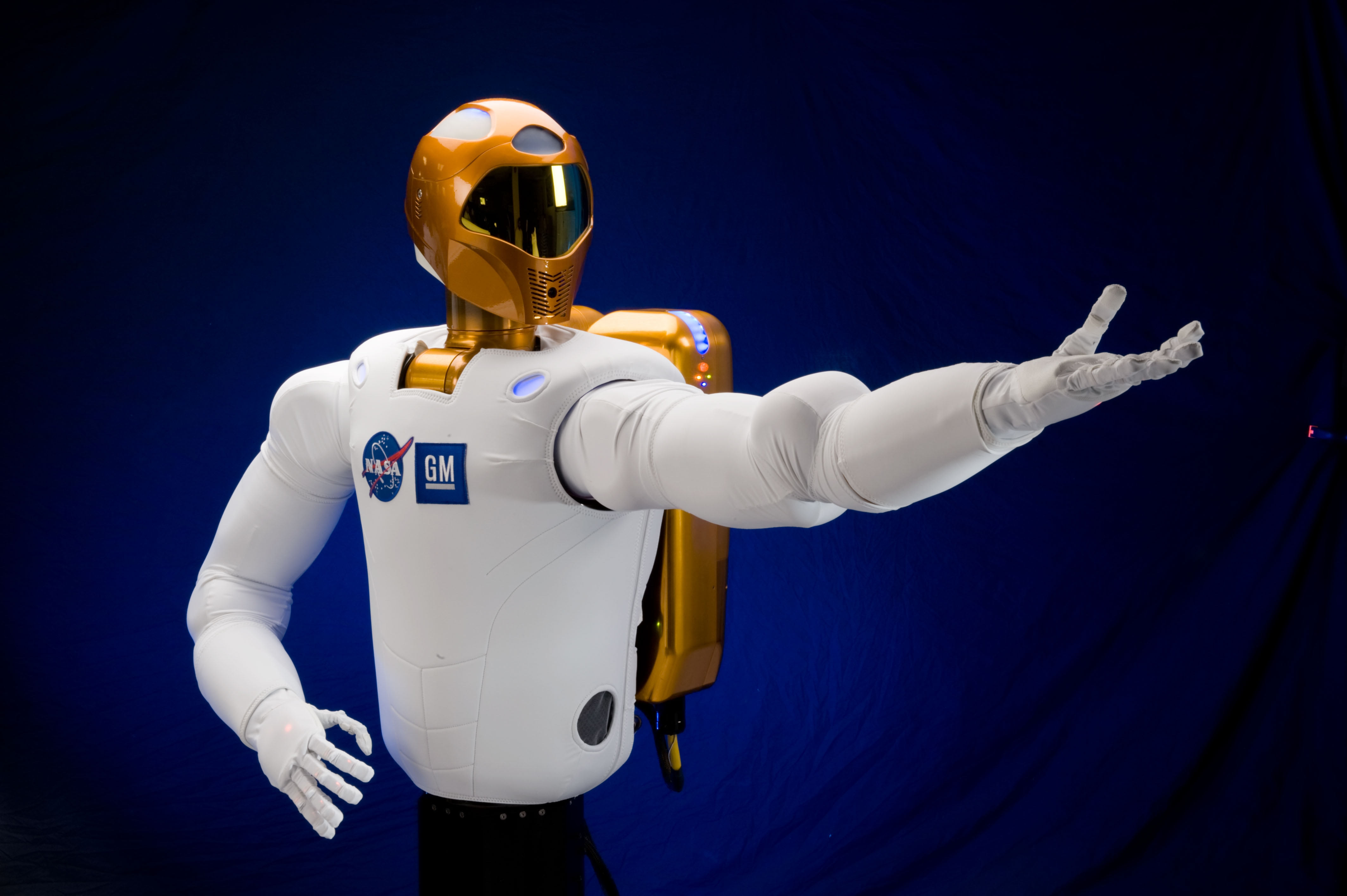
R2

Robonaut 2，简称R2，由美国宇航局和通用汽车公司研发的机器宇航员。原定发现号航天飞机进行它最后一次的太空飞行时携带R2进入国际空间站而且将永久呆在那里。但发现“发现号”航天飞机外置燃料箱有液态氢泄漏后，美国航天航空局取消了发射“发现号”的计划。

## 应用
R2有像人一样的胳膊，它的躯干看起来很有力气而且头上戴着一个金盔，看起来就像是一个漫画书上的超级英雄。一旦进入空间站，这个机器人将成为那儿的永久居民。在空间站，它一开始做的事不外乎拿拿工具。但是美国航空航天局说，R2的灵活性、速度以及视觉能力都代表了机器人研究方面所取得的巨大技术创新。R2可以用它的手做以前的人形机器所不能做的事。航空航天局预见R2最终会协助宇航员进行太空行走。

## 推特
R2在推特账户是“@AstroRobonaut”。